# Liz Greene
Liz Greene (Englewood, 4 de setembro de 1946) é uma astróloga e psicóloga estadunidense. Autora de várias publicações, destaca-se na área da astrologia psicológica. Fundou em 1983, junto com Howard Sasportas, o Centre for Psychological Astrology (CPA) em Londres.

## Publicações
- Liz Greene & Stephen Arroyo.  The Jupiter/Saturn Conference Lectures.  CRCS Publications (Sebastopol, CA, 1984.)  ISBN 0-916360-16-4.  (reeditado como New Insights in Modern Astrology (CRCS 1991.)  ISBN 0-916360-47-4);
- Liz Greene & Howard Sasportas.   The Development of the Personality.  Samuel Weiser, Inc. (York Beach, ME, 1987) ISBN 0-87728-673-6;
- Liz Greene & Howard Sasportas.  Dynamics of the Unconscious.  Samuel Weiser, Inc. (York Beach, ME, 1988) ISBN 0-87728-674-4.
- Liz Greene.  The Dark of the Soul:  Psychopathology in the Horoscope.  Centre for Psychological Astrology Press (London, 2003.)  ISBN 1-900869-28-4.